# José Manuel Jiménez Ortiz
José Manuel Jiménez Ortiz, anche noto come Mané (Tarifa, 21 dicembre 1981), è un ex calciatore spagnolo, di ruolo difensore.